# Jean Gattefossé
Jean Gattefossé ( * 1899 - 4 de junio de 1960 , Casablanca) fue un ingeniero químico francés de la "Escuela de Lyon", que se dedicó extensamente a la botánica. Fue el cuarto hijo de Louis Gattefossé, fundador de la firma Gattefossé S.F.P.A. De 1919 a 1920, R.M. Gattefossé, su hermano, que era Director de los Establecimientos Gattefossé S.F.P.A., le pide efectuar una encuesta sobre la flora marroquí. Jean Gattefossé en conjunto con E. Jahandiez (1876-1938) lo hacen y publican de esa misión, no solamente acerca de precisiones sobre la flora, mas también de las impresiones de la realidad marroquí. 
En 1922, publica « Les nouveaux parfums synthétiques ». Se va a Provence, y crea una pequeña fábrica para explotar los recursos aromáticos locales, habiendo una importante cantidad de productos naturales, y donde estudia numerosas plantas aromáticas nuevas en vista a su aplicación industrial en perfumería. Fue redactor en jefe de la revista "La Parfumerie moderne", y publica numerosas investigaciones relativas a plantas de perfumería. Sentirá un gran atractivo por Marruecos, y se muda allí en 1927. Infatigable, tiene una salud delicada, explora el país en automóvil, a pie, a caballo, viviendo bajo las tiendas de los pueblos originarios y visitando áreas desconocidas. Consagrará por 35 años a ese país donde contribuye largamente al desarrollo del cultivo de plantas aromáticas, y medicinales. Pionero de las destilaciones locales, crea numerosas fábricas, conduciendo a los industriales sobre los centros de cultivo mostrándoles las posibilidades naturales de geranios, rosas, menta pouliot, cedrón, etc.) Sus realizaciones tuvieron su apogeo en el curso de la guerra 1939- 1945, periodo donde profundiza el estudio del algodón.

## Algunas publicaciones

### Libros
- Gattefossé, J. 1921. Voyage d'études au Maroc. 37 pp.
- ----; C. Roux. 1926. Bibliographie de l'Atlantide et des questions connexes (géographie, ethnographie et migrations anciennes, Atlantique et Méditerranée, Afrique et Amérique, fixité ou dérive des continents, déluges, traditions, etc.) Avec 15 planches de cartes et croquis .... Ed. Imprimerie Bosc frères & Riou (Lyon). 111 pp.
- ----. 1934.  Les greniers de falaises forme ancienne d'Agadir collectif. Bulletin de la Société de Préhistoire du Maroc.
- ----. 1938a.  L'Aromatherapie
- 1938b. L'Exportation marocaine : [avec une préface du général Noguès et la collaboration pour les textes de M. Billet, R. Dupré, Henri Coursier, R. Jean, Dr Eyraud, M. Boudy, P. Ricard, C. Fradin, Jean Gattefosse]. 1.964 láminas
- ----. 1943.  Matières premières végétales marocaines : Flore spontanée
- Sauveclare, J de; J Gattefosse. 1946. Les Portes de bronze.
- Sauvage, C; J Gattefossé. 1954. Maroc .
- La abreviatura «Gattef.» se emplea para indicar a Jean Gattefossé como autoridad en la descripción y clasificación científica de los vegetales.[1]